# Engeland op de Gemenebestspelen

Vlag van Engeland

Engeland is een van de landen die deelneemt aan de Gemenebestspelen (of Commonwealth Games). Slechts zes landen nemen  vanaf de eerste keer (in 1930) deel aan deze spelen, waaronder Engeland. Driemaal was Engeland het gastland van de Gemenebestspelen. Engeland staat tweede op de algemene medaillespiegel met 2322 medailles, waarvan 773 goud.

## Engeland als gastland
| Editie | Jaar | Gaststad   |
| II     | 1934 | Londen     |
| XVII   | 2002 | Manchester |
| XXII   | 2022 | Birmingham |

## Medailles
| Engeland op de Gemenebestspelen | Engeland op de Gemenebestspelen | Engeland op de Gemenebestspelen | Engeland op de Gemenebestspelen | Engeland op de Gemenebestspelen | Engeland op de Gemenebestspelen |
| ------------------------------- | ------------------------------- | ------------------------------- | ------------------------------- | ------------------------------- | ------------------------------- |
| Jaar                            | Goud                            | Zilver                          | Brons                           | Totaal                          | Rang                            |
| 1930                            | 25                              | 23                              | 13                              | 61                              | 1e                              |
| 1934                            | 29                              | 20                              | 24                              | 73                              | 1e                              |
| 1938                            | 15                              | 15                              | 10                              | 40                              | 2e                              |
| 1950                            | 19                              | 16                              | 13                              | 48                              | 2e                              |
| 1954                            | 23                              | 24                              | 20                              | 67                              | 1e                              |
| 1958                            | 29                              | 22                              | 29                              | 80                              | 1e                              |
| 1962                            | 29                              | 22                              | 27                              | 78                              | 2e                              |
| 1966                            | 33                              | 24                              | 23                              | 80                              | 1e                              |
| 1970                            | 27                              | 25                              | 32                              | 84                              | 2e                              |
| 1974                            | 28                              | 31                              | 21                              | 80                              | 2e                              |
| 1978                            | 27                              | 27                              | 33                              | 87                              | 2e                              |
| 1982                            | 38                              | 38                              | 32                              | 108                             | 2e                              |
| 1986                            | 52                              | 43                              | 49                              | 144                             | 1e                              |
| 1990                            | 47                              | 40                              | 42                              | 129                             | 2e                              |
| 1994                            | 31                              | 45                              | 51                              | 127                             | 3e                              |
| 1998                            | 36                              | 47                              | 53                              | 136                             | 2e                              |
| 2002                            | 54                              | 52                              | 60                              | 166                             | 2e                              |
| 2006                            | 36                              | 40                              | 37                              | 113                             | 2e                              |
| 2010                            | 57                              | 66                              | 53                              | 176                             | 2e                              |
| 2014                            | 58                              | 59                              | 57                              | 174                             | 1e                              |
| 2018                            | 45                              | 45                              | 46                              | 136                             | 2e                              |
| 2022                            | 57                              | 66                              | 53                              | 176                             | 2e                              |